# 托賓鎮區 (印地安納州佩里縣)
托賓鎮區（英語：Tobin Township）是位於美國印地安納州佩里縣的一個行政鎮區。

## 地方資料
根據2010年美國人口普查的數據，托賓鎮區的面積為169.80平方千米，當中陸地面積為165.50平方千米，而水域面積為4.30平方千米。當地共有人口2546人，而人口密度為每平方千米14.99人。